# NGC 1973
NGC 1973 is een emissienevel in het sterrenbeeld Orion. Het hemelobject werd op 16 december 1862 ontdekt door de Duits-Deense astronoom Heinrich Louis d'Arrest.
Het maakt deel uit van de open sterrenhoop NGC 1977.

## Synoniemen
- CED 55B